# Raising the Flag on Iwo Jima

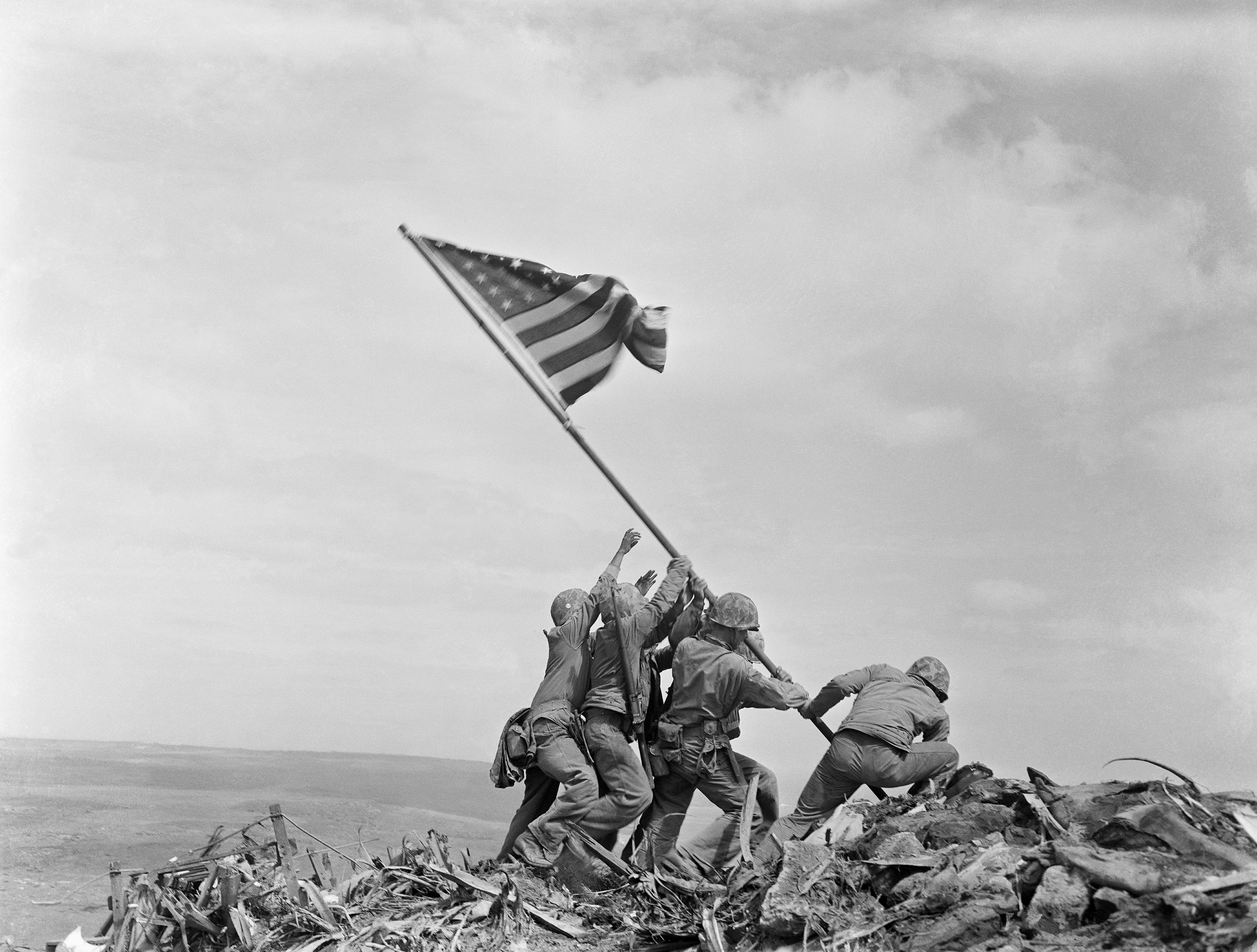
Raising the Flag on Iwo Jima von Joe Rosenthal

Raising the Flag on Iwo Jima (deutsche Übersetzung: „Hissen der Flagge auf Iwojima“) ist der Titel einer vom US-amerikanischen Kriegsfotografen Joe Rosenthal am 23. Februar 1945 gefertigten Fotografie, die das Hissen einer US-Flagge durch sechs Soldaten auf einem Berg während der Schlacht um Iwojima zeigt. Alle sechs Soldaten, von denen drei noch während der Kämpfe auf der Insel umkamen, gelten in den USA als Kriegshelden. Obwohl es sich bei dem fotografierten Vorgang eigentlich nur um den Austausch mit einer größeren Flagge handelt, wurde das Bild aufgrund seiner Bedeutung zu einer der berühmtesten Kriegsfotografien weltweit und nimmt einen wichtigen Platz im kollektiven Gedächtnis der Vereinigten Staaten von Amerika ein. Des Weiteren ist es das wahrscheinlich am meisten reproduzierte Bild aller Zeiten.

## Geschichte

### Vorgeschichte

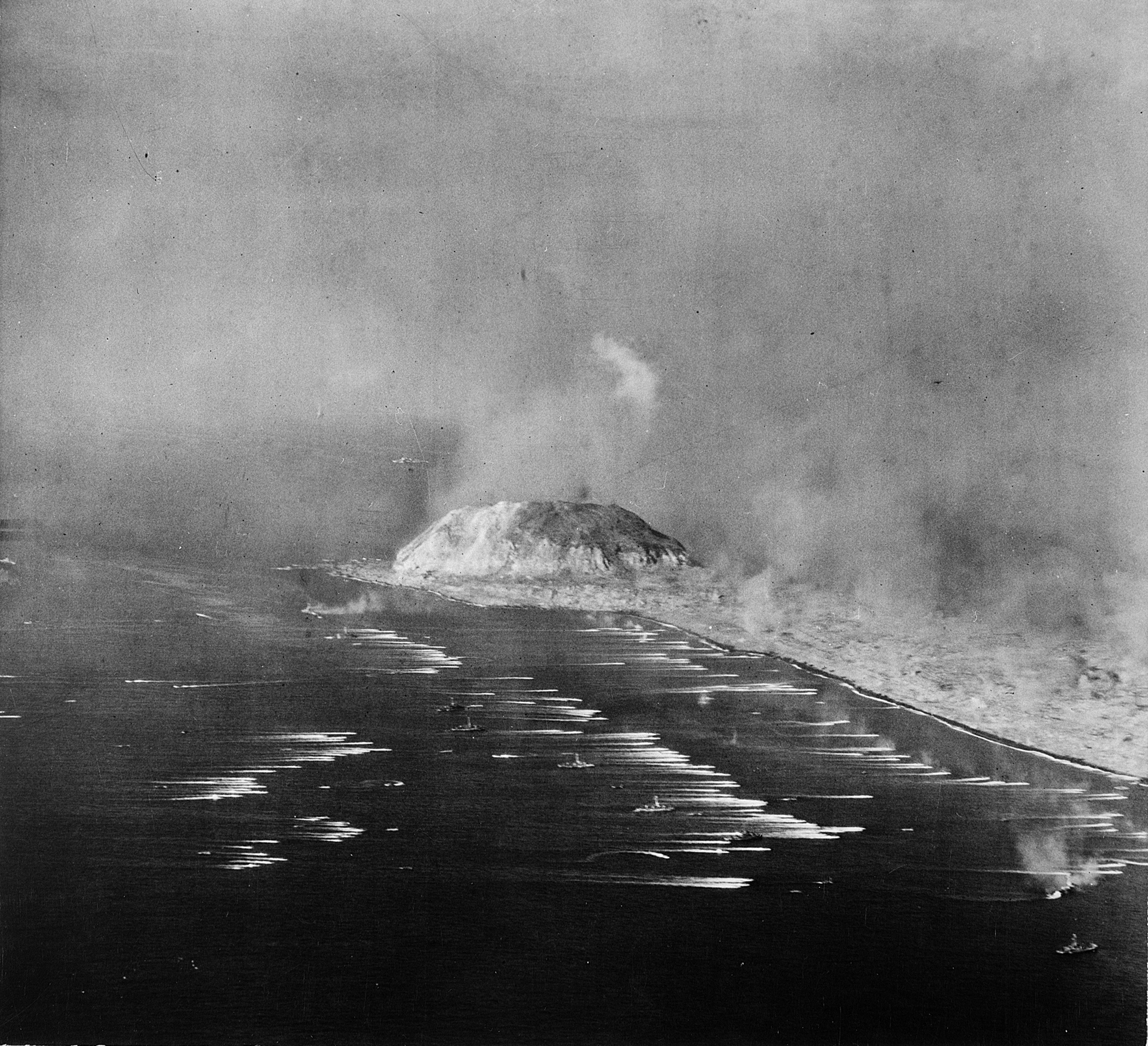
Teil der Invasionsflotte. Im Hintergrund das Wahrzeichen Iwojimas, der Suribachi.

Politisch ist Iwojima Teil der Präfektur Tokio und wird vom Gouverneur Tokios verwaltet. Für viele Japaner war es während des Zweiten Weltkriegs eine Frage der Ehre, den Gegner daran zu hindern, hier zum ersten Mal einen Teil des japanischen Mutterlandes einzunehmen. Die Insel wird vom 166 Meter hohen erloschenen Vulkan Suribachi dominiert, der im südlichen Teil gelegen ist und eine der wichtigsten Stellungen der Insel war. Aus gut ausgebauten Bunkern waren von hier aus die japanischen Verteidiger in der Lage, Artilleriefeuer auf die Angreifer zu koordinieren und auch direkt auf die Landungsstrände zu richten.
Die amerikanischen Bestrebungen konzentrierten sich folglich zuerst darauf, den Suribachi zu isolieren und einzunehmen. Dieses Ziel wurde vier Tage nach Beginn der Schlacht erreicht – dem Tag der Entstehung des Fotos. Trotz der Einnahme des Suribachi dauerten die Gefechte aber an, da die japanische Armee aus schwer befestigten Bunkeranlagen und einer Vielzahl von kleinen MG-Nestern heraus weiterhin erbittert Widerstand leistete. Erst am 26. März 1945 wurde Iwojima von den US-amerikanischen Truppen für sicher erklärt, obwohl es auch danach vereinzelt zu weiteren Gefechten kam. Bei der Schlacht um die nur etwa 21 km² große Insel starben insgesamt 6.821 US-amerikanische und etwa 18.000 japanische Soldaten.

### Aufstellung der Flagge

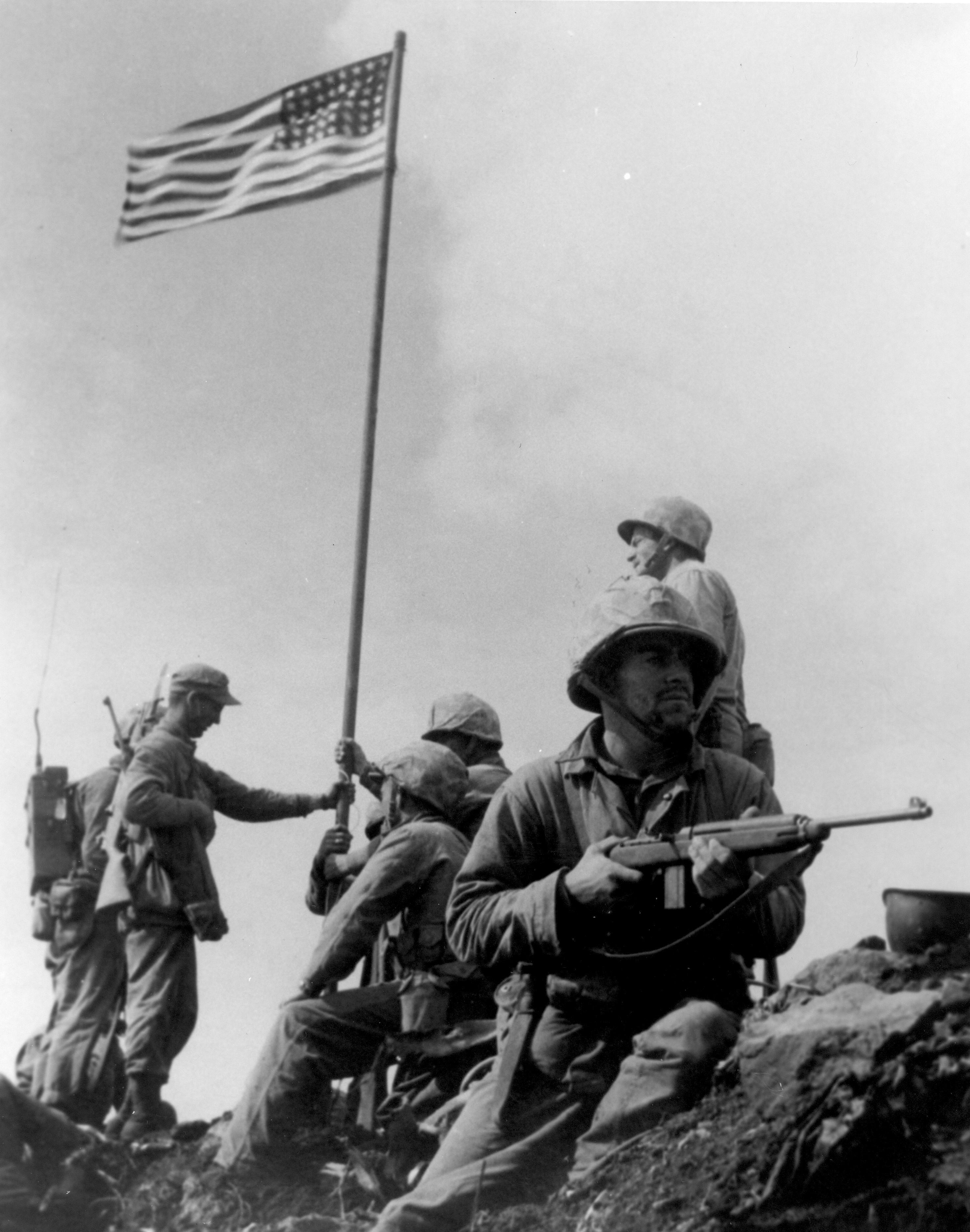
Das Foto vom Hissen der ersten Flagge erlangte kaum Bekanntheit.

Vier Tage nach Beginn der Invasion, am 23. Februar 1945, erstieg ein Zug unter der Führung von Lieutenant Harold Schriers den Gipfel des Suribachi. Der einstündige Aufstieg wurde von dem Kriegsfotografen Lou Lowery fotografisch begleitet. Um 10:30 Uhr hissten die Soldaten auf dem Berg eine amerikanische Flagge, als Ständer nahmen sie ein herumliegendes und von den Japanern benutztes Wasserrohr. Die Situation wurde von Lowery festgehalten, sein Bild zeigt die bereits senkrecht stehende Fahne mit den danebenstehenden Soldaten. Das Aufstellen der Fahne wurde von Soldaten auf der Insel und von den am Strand ankernden Schiffen mit Salutschüssen und Schiffshörnern bejubelt. Durch den Lärm wurden einige japanische Soldaten auf die Aktion aufmerksam und griffen den Trupp an, wurden aber in einem anschließenden Gefecht getötet.
Die am Strand befindliche Bataillonsführung sah jedoch die Flagge als zu klein und somit als schlecht erkennbar an und befahl deren Austausch durch eine größere Flagge. Daraufhin machte sich ein zweiter Trupp auf den Weg zum Gipfel, der von dem Kriegsfotografen Joe Rosenthal begleitet wurde. Von der Aktion machte Rosenthal 18 Fotos. Der Austausch der Flagge wurde von den Beteiligten als völlig unspektakulär betrachtet. Selbst im Tagesprotokoll des Bataillonsstabes wurde die Aktion nicht erwähnt.

### Verbreitung
Rosenthals Fotos wurden nach dem Abstieg nach Guam geflogen und von dort in die USA übertragen. Die Verantwortlichen der Propagandaabteilung erkannten bei einem der 18 Fotos ein hohes Potential zur Wiedererkennung und bestimmten dieses zur offiziellen Verbreitung. Schon zwei Tage später erschienen fast alle Sonntagsausgaben der großen Zeitschriften in den USA mit dem Bild auf der Titelseite. Aufgrund der schweren Kriegsverluste kam das Bild im psychologisch richtigen Moment, gefolgt von einer Verselbstständigung. Das Bild wurde zum Hauptthema in Zeitungen, zum Mittelpunkt von Banketten und zur Grundlage des sehr erfolgreichen Songs Stars and Stripes on Iwo Jima von den Texas Playboys. Am 7. Juli erschien eine Briefmarke mit dem Motiv, die mit insgesamt 137 Millionen Stück die bis heute meisthergestellte Marke in der Geschichte der US-Post ist.

### Inhalt und Bedeutung der Aufnahme
Das Bild zeigt sechs Soldaten, die während der Schlacht um Iwojima gemeinsam die Flagge der Vereinigten Staaten auf einem Berg der japanischen Insel Iwojima aufstellen. Die Gesichter der Soldaten sind nicht zu erkennen. Der rechte Mann konzentriert sich darauf, den Mast in den Boden zu halten, während die anderen fünf die Stange mit der Flagge aufrichten. Der ganz links stehende Soldat, der die Fahnenstange offensichtlich eben erst losließ, scheint förmlich in die Luft zu greifen.
Die Szene auf dem Bild ist eine völlig andere als die auf dem Foto vom ersten Hissen der Flagge. Das erste Bild mit dem aufrecht stehenden Flaggenmast und den sich darum herum aufhaltenden Soldaten gilt als statisch. Der von Rosenthal getätigte Schnappschuss jedoch vermittelt eine starke Dynamik, da die Bewegung der Soldaten nach rechts bzw. rechts oben gerichtet zu sein scheint und der Mast im Gegensatz dazu nach links oben in den Himmel zeigt. Die Dynamik wird durch die wehende Flagge noch gesteigert. Während vom Boden und den dort herumliegenden Gegenständen wie Holzteilen und Geröll kaum etwas zu erkennen ist, ist der obere Teil des Fotos völlig leer. Dieser weite Raum scheint förmlich darauf zu warten, mit dem Aufrichten des Fahnenmastes ausgefüllt zu werden, was in der westlichen Kultur einer sakralen Pose gleichkommt.
Der große Symbolcharakter der Aufnahme gründet darauf, dass sie vermittelt, den endgültigen Wendepunkt in der Schlacht darzustellen, da das Hissen einer Flagge in Kriegen als Sieg gewertet wird. Tatsächlich entstand jedoch die Aufnahme zu einem Zeitpunkt, als der Ausgang der Kriegshandlungen noch offen war. Letztendlich zeigte sie nicht einmal das tatsächliche Hissen, sondern nur den Austausch der ursprünglichen Flagge wenige Stunden nach deren Aufstellung gegen eine größere.
Zusätzlich zu Joe Rosenthals Foto gibt es auch eine vom Marine-Kameramann Bill Genaust gleichzeitig aufgenommene farbige Filmsequenz, auf der die zweite Fahnenaufstellung in voller Länge zu sehen ist. Da die beiden Berichterstatter direkt nebeneinander standen, ist der Blickwinkel in beiden Aufnahmen nahezu identisch.

### Beteiligte Soldaten

Namen der Soldaten auf dem Foto

Das Aufstellen des Flaggenmastes erfolgte durch sechs Soldaten des United States Marine Corps. Die Namen der Soldaten und selbst ihre Anzahl waren anfangs nicht bekannt und wurden erst später ermittelt. Es handelte sich im Einzelnen um folgende Soldaten:
- Ira Hayes
- Harold Schultz (statt John Bradley)[4]
- Michael Strank
- Franklin Sousley
- Harold P. Keller (statt Rene Gagnon)[5]
- Harlon Block

Strank, Sousley und Block wurden im Verlauf der weiteren Kämpfe auf Iwojima getötet. Die überlebenden Hayes, Bradley und Gagnon wurden nach der Identifizierung sofort vom Kampfgeschehen abgezogen, in die Heimat verbracht und auf eine Werbetour für Kriegsanleihen geschickt. Alle sechs Soldaten wurden durch die Kriegspropaganda zu US-amerikanischen Berühmtheiten.
Der Pima-Indianer Ira Hayes kam mit seinem überraschenden Ruhm jedoch nicht zurecht, wurde alkoholkrank und starb 1955 im Alter von nur 32 Jahren. Auch Rene Gagnon, der zunächst versucht hatte, finanzielle Vorteile aus seiner Prominenz zu ziehen, wurde alkoholkrank und starb nach mehreren gescheiterten Jobs arbeitslos und verarmt im Jahr 1979.
John „Doc“ Bradley zog sich in den 1960er-Jahren aus der Öffentlichkeit zurück und äußerte sich bis zu seinem Tod 1994 kaum noch zu den Ereignissen auf Iwojima. Erst nach seinem Tod rekonstruierte sein Sohn James Bradley die Ereignisse und schrieb ein Buch über seinen Vater mit dem Titel Flags of Our Fathers. Dort wird geschildert, dass sich die Beteiligten selbst nicht als Helden fühlten, sondern nur zu Helden stilisiert wurden. Erst 2016 ergab eine Untersuchung des Marine Corps in Zusammenarbeit mit dem Smithsonian Channel, dass John Bradley fälschlicherweise auf dem Foto identifiziert wurde. Tatsächlich war nicht er, sondern Harold Schultz am Aufstellen der zweiten Flagge beteiligt, Bradley gehörte zu den Soldaten, die die erste Flagge aufgestellt hatten.
Im Oktober 2019 korrigierten die Marines nach Hinweisen von Amateurhistorikern die Identität einer zweiten Person auf dem Foto. Statt Rene Gagnon ist Harold P. Keller zu sehen. Gagnon sei aber dafür verantwortlich gewesen, die zweite Fahne auf den Berggipfel zu bringen, und die erste Fahne zur sicheren Verwahrung zurückzubringen. Keller starb 1979.

### Werbung für Kriegsanleihe

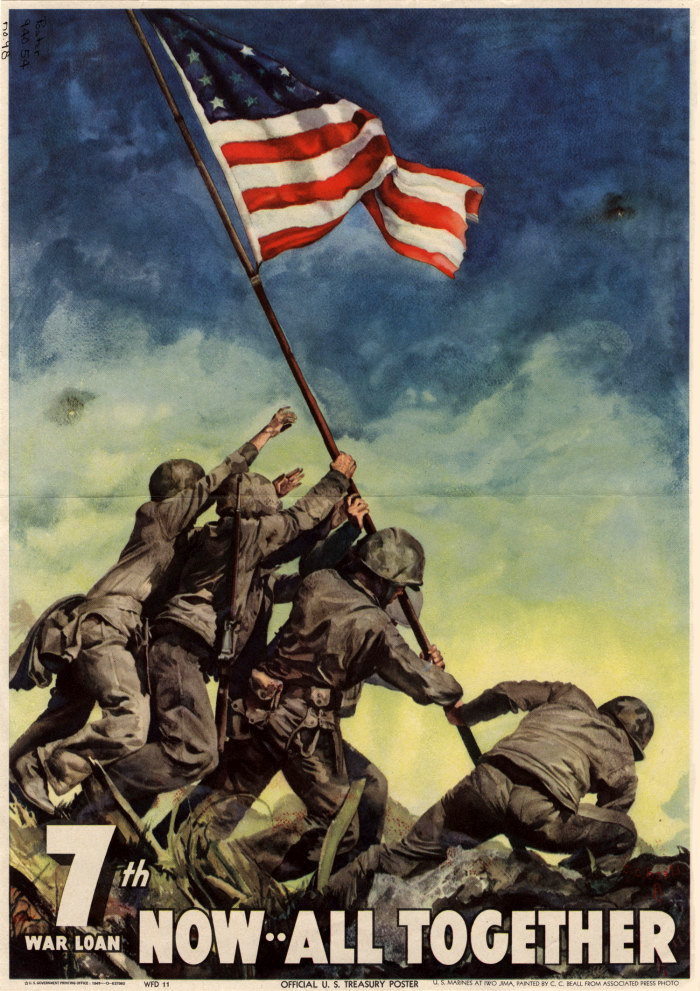
Werbung für die Kriegsanleihe mit dem Motiv der Flaggenhissung auf Iwojima

Während der Vorbereitung für die Herausgabe der Briefmarke kam Präsident Franklin D. Roosevelt auf die Idee, das Motiv als Werbung für die kommende siebte Kriegsanleihe zu verwenden. Während dieser Planungen machte ein General die Anmerkung, ob es nicht besser sei, wirkliche Heldentaten anstelle des vorzeitigen Hissens einer Flagge zu verwenden, er blieb jedoch mit seiner Meinung allein. Am 20. April 1945 wurde das Gemälde im Oval Office vom neuen Präsidenten Harry S. Truman und dem Finanzminister Henry Morgenthau vorgestellt. Dabei waren auch die drei Überlebenden anwesend. Es handelte sich um ein farbiges Bild, bei dem die Dramatik durch dunkle Wolken verstärkt wurde. Der Spruch unter dem Plakat lautete NOW ALL TOGETHER (Jetzt alle zusammen). Damit sollte die gesamte Nation angesprochen werden, die durch ihre Spenden das Weiterführen des Krieges ermöglichen sollte. Der Druck der Werbebilder für die siebte und zugleich letztmals aufgelegte Kriegsanleihe begann am 14. Mai 1945, eine Woche nach dem Kriegsende in Europa. Insgesamt wurden 3,5 Millionen Plakate gedruckt und überall im gesamten Land aufgehängt. Kein Bild zuvor erreichte jemals eine so große Verbreitung. Es gelangte in 30.000 Bahnhöfe, 20.000 Betriebe und 16.000 Kinos und als verkleinertes Bild in unzählige öffentliche Verkehrsmittel. Durch diese enorme Verbreitung wird davon ausgegangen, dass es das am häufigsten reproduzierte Bild aller Zeiten ist.
Zugleich wurde eine Werbetour (Bond Tour) für die Kriegsanleihe mit den drei Überlebenden gestartet. Dabei wurde in Stadien oder an bekannten Plätzen das Hissen der Flagge unter großem Jubel der Zuschauer nachgestellt. Am Tag der endgültigen Kapitulation der deutschen Wehrmacht am 9. Mai 1945 hissten die drei Überlebenden auf dem Capitol Hill vor dem Weißen Haus in Washington die aus Iwojima herangebrachte Originalflagge. Zwei Tage später enthüllten sie unter frenetischem Jubel eine übergroße Gipsnachbildung des Fotos auf dem Times Square in New York. Der Höhepunkt der Bond Tour fand am 4. Juli 1945 zum Unabhängigkeitstag statt. Über 350.000 Besucher befanden sich rund um das Washington Monument, als die Szene des Flaggenaufstellens in den Himmel projiziert wurde. Mit 26 Milliarden Dollar Einnahmen wurde die siebte Kriegsanleihe ein großer finanzieller und auch wichtiger Erfolg für die leeren Kriegskassen. Das lag auch daran, dass der Krieg nicht durch eine Invasion Japans (Operation Downfall), sondern durch die Atombombenabwürfe auf Hiroshima und Nagasaki schneller als angenommen zu Ende ging.

### Nachwirkung

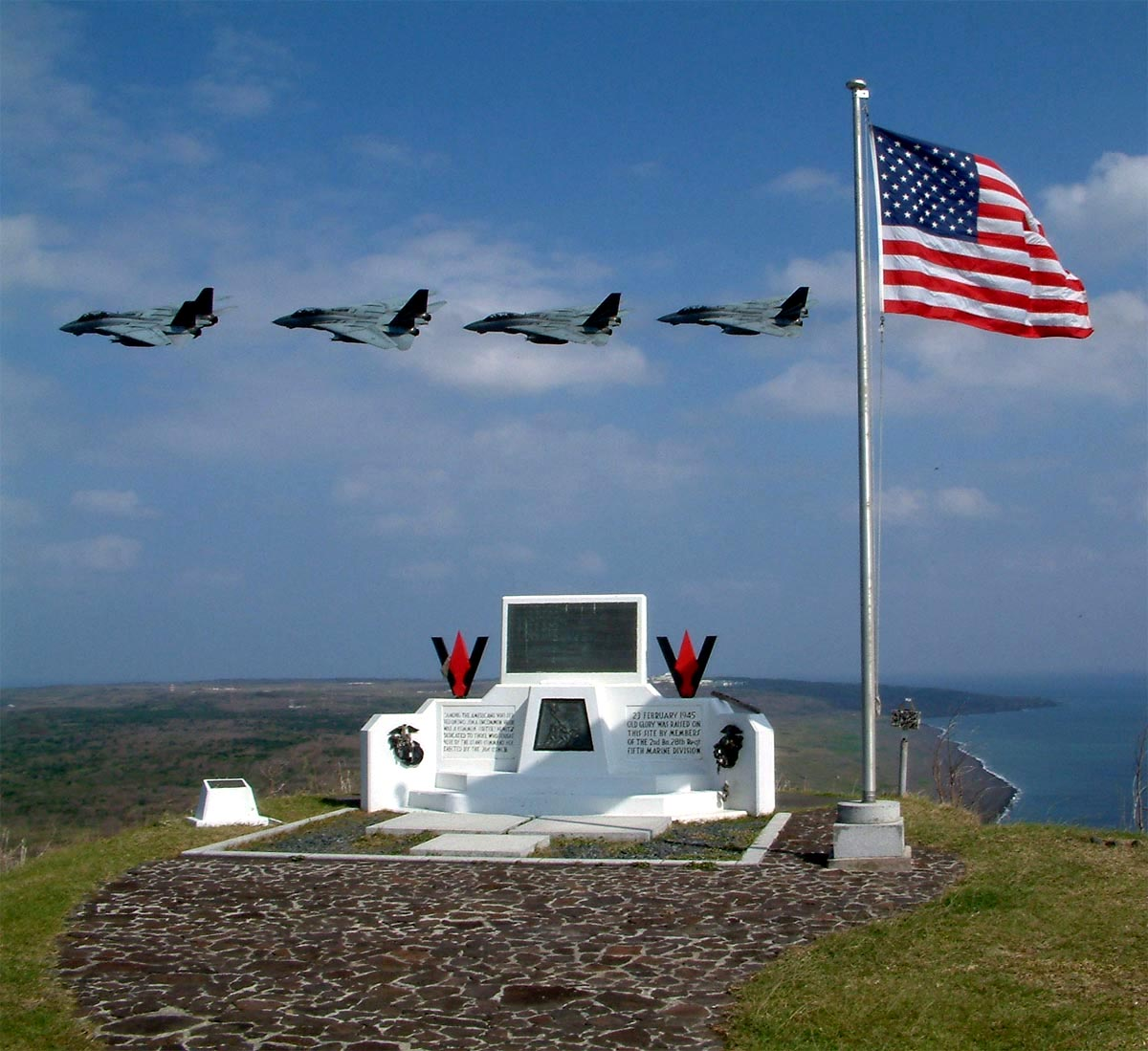
Gedenkstätte auf dem Suribachi an der Stelle der Flaggenhissung. (Durch die US Navy arrangierte Aufnahme mit Kampfflugzeugen des Typs F-14 Tomcat.)

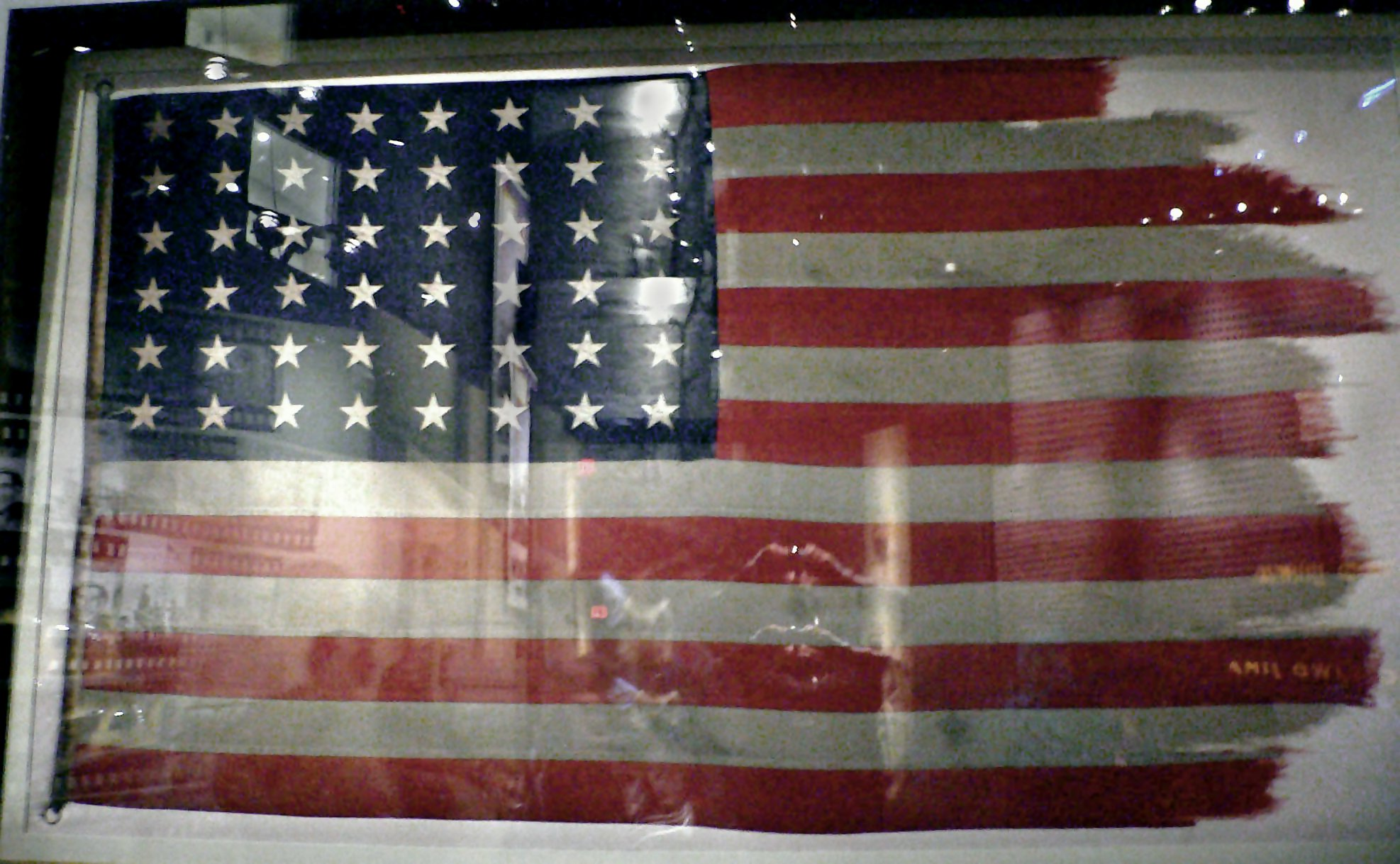
Die Originalflagge, deren Hissung Rosenthal fotografierte, im National Museum of the Marine Corps

Raising the Flag on Iwo Jima wurde zu einem der bekanntesten Fotos des Zweiten Weltkrieges und brachte Joe Rosenthal 1945 den Pulitzer-Preis ein. Später machte man Rosenthal – zu Unrecht – den Vorwurf, das Foto sei gestellt gewesen. Der Grund liegt möglicherweise darin, dass man es anfangs unterließ zu erwähnen, dass die Flaggen lediglich ausgetauscht wurden. Dies wollte man nach Beginn des Medienrummels nicht sofort nachholen, da man um den Erfolg der Kriegsanleihe fürchtete.
Jewgeni Chaldejs ähnliche Aufnahme Auf dem Berliner Reichstag, 2. Mai 1945, auf der Rotarmisten die Sowjetflagge auf dem Reichstagsgebäude hissten, entstand zwei Monate später. Ob Chaldej Rosenthals Foto kannte, ist umstritten.
Ein Foto der im Palästinakrieg 1949 gehissten improvisierten „Tintenflagge“ wurde später mit dem Iwo-Jima-Foto verglichen.
In den USA gilt das Motiv als Ikone. Das Foto ist eine der am häufigsten reproduzierten Aufnahmen weltweit und diente zahlreichen offiziellen und inoffiziellen Nachbildungen als Vorbild, die teilweise Überlebensgröße erreichen. Die bekanntesten Nachbildungen finden sich in Washington, D.C. und auf dem Gelände des United States Marine Corps War Memorial im US-Bundesstaat Virginia, das an den Nationalfriedhof Arlington grenzt.
Der Künstler Edward Kienholz verarbeitete das Motiv 1968 in seiner Installation The Portable War Memorial.
Die Originalflagge, deren Hissung Rosenthal fotografierte, liegt heute im National Museum of the Marine Corps.

## Umsetzungen
Ira Hayes’ Leben wurde 1961 als The Outsider (deutscher Titel: Der Außenseiter) mit Tony Curtis in der Hauptrolle verfilmt. Auch die Oper Der leuchtende Fluss der österreichischen Komponistin Johanna Doderer konzentriert sich auf das Schicksal von Ira Hayes, das Werk wurde im Oktober 2010 in Erfurt uraufgeführt. Das Lied The Ballad of Ira Hayes von Peter La Farge wurde unter anderem von Johnny Cash und Bob Dylan interpretiert.
Die Albencover von In the Army Now von Status Quo und Conquest von Uriah Heep zitieren die Fotografie.
Flags of Our Fathers (2006, Regie: Clint Eastwood) ist eine Verfilmung des gleichnamigen Buches von James Bradley, dem Sohn von John „Doc“ Bradley, und stellt die historischen Ereignisse um das Flaggehissen auf Iwojima in Rückblenden dar.